# 中国サッカー協会 (日本)
一般社団法人中国サッカー協会（ちゅうごくサッカーきょうかい、英語: Chugoku Football Association、略称：CGFA）は、中国地方サッカー界を統括し、サッカー競技の普及および振興を図り、もって人々の心身の健全な発達に寄与することを目的とする。

## 概要
中国サッカー協会(CGFA)は、日本サッカー協会(JFA)の加盟団体の一つ。日本サッカー協会は、日本国内を大きくブロックに分けた9地域(北海道・東北・関東・北信越・東海・関西・中国・四国・九州)のサッカー協会と、各都道府県毎に置かれた46の都府県（北海道は地域の協会も兼ねる）サッカー協会を有する。

## 組織

### 名誉役員
| 役職   | 名前     |
| ------ | -------- |
| 相談役 | 野村尊敬 |
| 顧問   | 9名      |
| 参与   | 10名     |

### 理事会
| 役職 | 名前       |
| ---- | ---------- |
| 会長 | 宗政潤一郎 |
| 理事 | 22名       |
| 監事 | 2名        |

## CGFA歴代会長・専務理事(理事長)

### 会長
| ＮＯ． | 名前       | 在任期間                                | 略歴               |
| ------ | ---------- | --------------------------------------- | ------------------ |
| 1      | 山崎芳樹   | 1990（平成2年） - 1994年（平成6年）     | 東洋工業(現マツダ) |
| 2      | 宮崎敏夫   | 1994年（平成6年） - 1998年（平成10年）  | 中電工             |
| 3      | 野村尊敬   | 1998年（平成10年） - 2018年（平成30年） | チチヤス乳業       |
| 4      | 白井孝司   | 2018年（平成30年） - 2020年（令和2年）  | みづま工房         |
| 5      | 古田篤良   | 2020年（令和2年） - 2024年（令和6年）   | 東洋工業(現マツダ) |
| 6      | 宗政潤一郎 | 2024年（令和6年） -                     | 東洋工業(現マツダ) |

### 専務理事(理事長)
| ＮＯ． | 名前       | 在任期間                                | 略歴               |
| ------ | ---------- | --------------------------------------- | ------------------ |
| 1      | 野村尊敬   | 1990（平成2年） - 1996年（平成8年）     | チチヤス乳業       |
| 2      | 山根幹夫   | 1996年（平成8年） - 1998年（平成10年）  | 山口市役所         |
| 3      | 宍道泰玄   | 1998年（平成10年） - 2000年（平成12年） | 荘厳寺             |
| 4      | 廣江正     | 2000年（平成12年） - 2002年（平成14年） | 教員               |
| 5      | 尾崎健治   | 2002年（平成14年） - 2004年（平成16年） | 倉敷化工           |
| 6      | 白井孝司   | 2004年（平成16年） - 2006年（平成18年） | みづま工房         |
| 7      | 設楽健治   | 2006年（平成18年） - 2008年（平成20年） | サンキサービス     |
| 8      | 池田洋二   | 2008年（平成20年） - 2012年（平成24年） | 教員               |
| 9      | 新宮博     | 2012年（平成24年） - 2016年（平成28年） |                    |
| 10     | 古田篤良   | 2016年（平成28年） - 2018年（平成30年） | 東洋工業(現マツダ) |
| 11     | 宗政潤一郎 | 2018年（平成30年） - 2024年（令和6年）  | 東洋工業(現マツダ) |

## (参考)JFA歴代役員(中国地域関係者)
| ＮＯ． | 名前       | JFA役職    | 在任期間                                | 略歴               |
| ------ | ---------- | ---------- | --------------------------------------- | ------------------ |
| 1      | 野村尊敬   | 副会長他   | 1990（平成2年） - 2008年（平成20年）    | チチヤス乳業       |
| 2      | 山根幹夫   | 理事       | 1996年（平成8年） - 1998年（平成10年）  | 山口市役所         |
| 3      | 宍道泰玄   | 理事       | 1998年（平成10年） - 2000年（平成12年） | 荘厳寺             |
| 4      | 廣江正     | 理事       | 2000年（平成12年） - 2002年（平成14年） | 教員               |
| 5      | 尾崎健治   | 理事       | 2002年（平成14年） - 2004年（平成16年)  | 倉敷化工           |
| 6      | 白井孝司   | 理事       | 2004年（平成16年） - 2006年（平成18年)  | みづま工房         |
| 7      | 設楽健治   | 理事       | 2006年（平成18年） - 2008年（平成20年)  | サンキサービス     |
| 8      | 池田洋二   | 理事       | 2008年（平成20年） - 2012年（平成24年)  | 教員               |
| 9      | 新宮博     | 理事       | 2012年（平成24年） - 2016年（平成28年)  |                    |
| 10     | 古田篤良   | 理事       | 2016年（平成28年） - 2018年（平成30年)  | 東洋工業(現マツダ) |
| 11     | 池田洋二   | 副会長他   | 2018年（平成30年） - 2022年（令和4年）  | 教員               |
| 12     | 宗政潤一郎 | 常務理事他 | 2018年（平成30年） - 2024年（令和6年）  | 東洋工業(現マツダ) |